# Анна Ангелина
Анна Комнина Ангелина (* ок. 1176; † 1212) е императрица на Никея, съпруга на император Теодор I Ласкарис.

## Произход
Анна е дъщеря на византийския император Алексий III Ангел и императрица Ефросина Дукина Каматирина. Сестра е на Евдокия, съпруга на император Алексий V Дука Мурзуфул, и Ирина, съпруга на севастократор Алексий Палеолог.

## Брак със севастократор Исак Комнин
Първоначално Анна Ангелина е омъжена за севастократор Исак Комнин, племенник на император Мануил I Комнин. От Исак Комнин Анна има една дъщеря – Теодора Ангелина Комнина.
Скоро след като бащата на Анна става император, през 1195 г., севастократор Исак Комнин е изпратен да потуши въстанието на българите, предвождани от братята Асен и Петър. Севастократорът обаче е заловен от въстаниците във втората от двете схватки при Сяр през 1196 г. и умира в плен.
Преди да умре, плененият севастократор обещава на българския дворянин Иванко ръката на Теодора, дъщеря си от брака му с Анна и внучка на византийския император Алексий III Ангел. Заедно с много други обещания, бракът е предложен в замяна на участието на Иванко в заговора срещу българския цар Асен. След бягството си в Константинопол, Иванко иска ръката на Теодора от император Алексий III Ангел. Императорът първоначално отлага решението си, поради невръстната възраст на Теодора, а впоследствие потвърждава обещанието.

## Брак с Теодор Ласкарис
Няколко години след смъртта на първия си съпруг Анна се омъжва отново през ранната 1200 г. за Теодор Ласкарис, бъдещ император на Никейската империя. Сватбеното тържество е двойно, тъй като по същото време е отпразнувана и сватбата на Алексий Палеолог и сестра ѝ Ирина Ангелина. След превземането на Константинопол от рицарите на Четвъртия кръстоносен поход през 1204 г., съпругът ѝ се провъзгласява за император в Никея.
Анна и Теодор Ласкарис имат пет деца:
- Николай Ласкарис
- Йоан Ласкарис
- Ирина Ласкарина, омъжена първо за военния командир Андроник Палеолог, а след това за император Йоан III Дука Ватаций
- Мария Ласкарина, омъжена за унгарския крал Бела IV
- Евдокия Ласкарина